# Check (сингл Young Thug)
«Check» — перший сингл з мікстейпу Barter 6 американського репера Young Thug, виданий 8 квітня 2015 р.

## Відеокліп
Режисер: Бе Ел Бе. Прем'єра відбулась 1 квітня на сайтах WorldStarHipHop і YouTube. Камео: Birdman та люди з оточення Cash Money.

## Чартові позиції
| Чарт (2015)                             | Найвища позиція |
| --------------------------------------- | --------------- |
| США (Billboard Hot 100)                 | 100             |
| США (Hot R&B/Hip-Hop Songs) (Billboard) | 30              |